# Jacon
Jacon (en francès Jacou) és un municipi occità del Llenguadoc, a la regió d'Occitània, al departament de l'Erau.